# Triangulara frontoflava
Triangulara frontoflava is een keversoort uit de familie glimwormen (Lampyridae). De wetenschappelijke naam van de soort werd voor het eerst geldig gepubliceerd in 2016 door Pimpasalee.